# 6252 Монтевідео
6252 Монтевідео (6252 Montevideo) — астероїд головного поясу, відкритий 6 березня 1992 року.
Тіссеранів параметр щодо Юпітера — 3,280.